# Identidade branca
A identidade branca é o estado objetivo ou subjetivo de se identificar como uma pessoa branca e de tudo com o que se relaciona a ser branco. A identidade branca tem sido pesquisada em dados e pesquisas, historicamente e nas ciências sociais. No entanto, existem posições polarizadas na mídia e na academia sobre se uma identidade racial branca afirmativa, que não diminui outros grupos raciais, é plausível ou alcançável no clima político do mundo ocidental. Muitos acabam usando o termo identidade branca como uma resposta ao poder negro (black power). 

## Contexto
O historiador David Roediger descreveu como as obras, iniciadas nos anos 80, de escritores como James Baldwin e Toni Morrison, começaram a discutir explicitamente "os meandros e os custos da identidade branca". Em 1999, Charles A. Gallagher, da Universidade de La Salle, propôs que as percepções de uma "dualidade" racial estavam criando uma "base para uma identidade branca baseada na crença de que os brancos estão agora sob ataques". Duas décadas depois, a ativista política Leah Greenberg se referiu a identidade branca como um "movimento de queixas de identidade branca".

Uma matéria do New York Times de 2016, descrevendo "uma crise de identidade branca", analisou alguns dos complexos fatores políticos, econômicos e culturais interconectados envolvidos com ela: 
 A luta pela identidade branca não é apenas um problema político; é sobre a "história profunda" de se sentir preso enquanto outros avançam. Provavelmente não haverá retorno de um domínio social e da identidade nacional exclusiva para brancos. A imigração não pode ser interrompida sem prejudicar as economias das nações ocidentais; os imigrantes que já chegaram não podem ser expulsos em massa sem causar danos sociais e morais. E os outros grupos que parecem "se alinhar" estão de fato tendo uma chance de progresso que lhes foi negada por muito tempo. 
 Em abril de 2019, a AP cobriu a sugestão do ativista Rashad Robinson de que os candidatos ao Partido Democrata de 2020 precisavam fazer mais do que abordar a identidade branca, transformando privilégios em ações que combatiam a desigualdade. A defesa, ou fragilidade branca, tem sido descrita como uma maneira de construir uma "identidade branca inocente".
Em 2020 Julia Ebner, pesquisadora de terrorismo e extremismo, descreveu como o desaparecimento de identidades alternativas em indivíduos pode fazer com que a identidade branca se torne um meio centralizado e abrangente de interação no mundo.

### O conceito
O estudo da identidade branca começou a sério quando o campo dos estudos modernos dessa identidade se estabeleceu nas universidades e na pesquisa acadêmica em meados da década de 90. O trabalho de Ruth Frankenberg, entre outros conceitos significativos, considerou a relação entre supremacia branca e identidade branca e tentou intelectualmente "se separar um do outro".

### Presidência de Trump e o Partido Republicano
Desde meados de 2010, seções da mídia nos Estados Unidos associam cada vez mais a identidade branca ao surgimento da presidência de Donald Trump. O The Guardian informou sobre a nomeação de Steve Bannon em 2016 no governo Trump, no contexto de seu site ser vinculado com o objetivo de "preservar" uma identidade branca.
Em uma análise específica do partido, Jamil Smith, escrevendo na Rolling Stone, sugeriu que, sob a liderança de Trump, "o republicanismo agora é inseparável dessa noção corrosiva de identidade branca". Em 2019, o historiador Nell Painter afirmou que o Partido Republicano estava comprometido com a identidade branca há décadas, desde a estratégia sulista.

## Extremismo
Em março de 2019, o atirador terrorista da Nova Zelândia em Christchurch nomeou a eleição do presidente americano Donald Trump em 2016 "como um símbolo de identidade branca renovada e propósito comum".
Em junho de 2019, a CNN relatou como os apelos do movimento identitário para celebrar a identidade branca eram frequentemente acompanhados pelo incitamento à violência contra povos não brancos. Brian Levin, professor da Universidade Estadual da Califórnia, em San Bernardino, descreveu a promoção da identidade branca e a postura anti-imigração como uma reembalagem da supremacia branca. O acadêmico Eddie Glaude propôs similarmente que qualquer expressão da identidade branca é uma forma de supremacismo racial.
A população negra sofre com a exploração de outros países desde o século XVI onde teve início o tráfico de escravos africanos que tirou milhares de pessoas de suas casas para um mundo desconhecido do outro lado do oceano. Essa rachadura na história humana reflete no mundo moderno na luta de classes e no racismo estrutural, que tiram as vidas de pessoas inocentes como George Floyd e o garoto João Pedro.

## Pesquisa acadêmica
O desenvolvimento de identidade branca da professora Rita Hardiman, em 1982, foi realizado na Universidade de Massachusetts Amherst . Descrito como um "modelo orientado ao processo para descrever a consciência racial dos americanos brancos ", o estudo foi precursor de processos posteriores e de modelos conduzidos por dados.
Em 1990, o Desenvolvimento da Identidade Racial Branca de Janet E. Helms explorou as percepções e a auto-identificação de pessoas brancas . Helms foi creditado como o desenvolvimento de um dos primeiros modelos que apresenta uma progressão não racista para a identidade branca. Em 1996, os psicólogos James Jones e Robert T. Carter também pesquisaram e produziram orientações sobre os passos psicológicos envolvidos na obtenção de "uma identidade branca autenticamente não racista".
Pesquisas realizadas pelo Fundo Democracia em 2016, 2017 e 2018, descobriram que 9% dos eleitores de Donald Trump que frequentavam a igreja descreveram sua identidade branca como “extremamente importante para eles”, enquanto até 26%, que não compareceram à igreja, relataram o mesmo. A pesquisa da cientista política Ashley Jardina revelou que cerca de 40% dos brancos nos Estados Unidos reconhecem algum grau de identidade branca.
O cientista político Christopher D. DeSante, escreveu, em 2019, "Como a empatia racial modera a identidade branca e o ressentimento racial" . O modelo, analisado por Thomas B. Edsall, foi desenvolvido para avaliar a identidade branca nos contextos de ressentimento e empatia por não-brancos.